# ماسکگون (میشیگان)
ماسکگون، میشیگان (به انگلیسی: Muskegon, Michigan) یک شهر در ایالات متحده آمریکا با جمعیت ۳۸٬۴۰۱ نفر است که در میشیگان واقع شده‌است.

## موقعیت جغرافیایی
موقعیت جغرافیایی شهرها و مناطق اطراف به شرح زیر است: